# Hermannia parviflora
Hermannia parviflora là một loài thực vật có hoa trong họ Cẩm quỳ. Loài này được Eckl. & Zeyh. mô tả khoa học đầu tiên.